# Пайзіват
39°29′32″ пн. ш. 76°44′12″ сх. д. / 39.49232° пн. ш. 76.73679° сх. д.
Пайзіват (спотв. від Файзабад, також Цзяши, від кит. 伽师县, пін. Jiāshī Xiàn, трансліт. Peyziwat) — один із повітів КНР у складі області Кашгар, СУАР. Адміністративний центр — містечко Бажень.

## Географія
Повіт Пайзіват лежить на висоті близько 1200 метрів над рівнем моря у західній частині СУАР.

### Клімат
Повіт знаходиться у зоні, котра характеризується кліматом пустель помірного поясу. Найтепліший місяць — липень із середньою температурою 25,4 °C. Найхолодніший місяць — січень, із середньою температурою -5,3 °С.
| Клімат повіту Пайзіват  | Клімат повіту Пайзіват | Клімат повіту Пайзіват | Клімат повіту Пайзіват | Клімат повіту Пайзіват | Клімат повіту Пайзіват | Клімат повіту Пайзіват | Клімат повіту Пайзіват | Клімат повіту Пайзіват | Клімат повіту Пайзіват | Клімат повіту Пайзіват | Клімат повіту Пайзіват | Клімат повіту Пайзіват | Клімат повіту Пайзіват |
| Показник                | Січ.                   | Лют.                   | Бер.                   | Квіт.                  | Трав.                  | Черв.                  | Лип.                   | Серп.                  | Вер.                   | Жовт.                  | Лист.                  | Груд.                  | Рік                    |
| Середній максимум, °C   | 1,1                    | 6,9                    | 15,5                   | 23,6                   | 28,2                   | 31,6                   | 33,2                   | 32,2                   | 27,8                   | 20,9                   | 11,7                   | 2,8                    | 19,6                   |
| Середня температура, °C | −5,3                   | 0                      | 8,5                    | 16                     | 20,4                   | 23,7                   | 25,4                   | 24,1                   | 19,3                   | 11,8                   | 3,5                    | −3,6                   | 12                     |
| Середній мінімум, °C    | −10,7                  | −6                     | 1,9                    | 8,5                    | 12,9                   | 16,3                   | 18,1                   | 17                     | 11,9                   | 4,7                    | −2,5                   | −8,1                   | 5,3                    |
| Норма опадів, мм        | 2.1                    | 2.7                    | 5.2                    | 4.1                    | 11.2                   | 10.9                   | 11.6                   | 13.5                   | 7.9                    | 4                      | 1.7                    | 1.5                    | 76.4                   |
| Вологість повітря, %    | 65                     | 55                     | 46                     | 39                     | 42                     | 44                     | 49                     | 56                     | 59                     | 62                     | 63                     | 70                     | 54.2                   |
| ----------------------- | ---------------------- | ---------------------- | ---------------------- | ---------------------- | ---------------------- | ---------------------- | ---------------------- | ---------------------- | ---------------------- | ---------------------- | ---------------------- | ---------------------- | ---------------------- |
| Джерело: data.cma.cn    |                        |                        |                        |                        |                        |                        |                        |                        |                        |                        |                        |                        |                        |